# Havok (software)
Havok Game Dynamics SDK es un motor físico (simulación dinámica) creado por la compañía irlandesa Havok, y usado en videojuegos. El programa recrea las interacciones entre objetos y personajes del juego, detectando colisiones, gravedad, masa y velocidad en tiempo real, recreando ambientes mucho más realistas y naturales. 
En sus últimas versiones, Havok se ejecuta del todo por hardware con uso de GPU, liberando así de dichos cálculos a la CPU. Este se apoya en las bibliotecas Direct3D y OpenGL compatibles con Shader Model 3.0.
En 2007 Havok fue adquirida por Intel en una operación de 110 millones de US$.
En 2015 Havok pasa a ser adquirida por Microsoft.

## Plataformas
La versión 1.0 del Havok SDK (kit de desarrollo de Havok) fue mostrada por primera vez en la Game Devolopers Conference en el 2000. La versión actual, Havok 2011.2 se lanzó en septiembre del 2011 y funciona en Microsoft Windows, Xbox 360, en Nintendo Wii U, Wii y GameCube, en Sony PSP, PS Vita, PS2 y PS3 además de Linux y Mac OS X.

## Juegos que utilizan Havok
| - 007: From Russia with Love - 24: The Game - 50 Cent: Bulletproof - Age of Empires III - Alan Wake - Alan Wake's American Nightmare - Alien: Isolation - Alone in the Dark (2008) - Amped 3 - Armed and Dangerous - Assassin's Creed - Assassin's Creed II - Assassin's Creed: Brotherhood - Assassin's Creed: Revelations - Assassin's Creed III - Assassin's Creed: Origins - Astro Boy - Auto Assault - Backyard Wrestling: Don't Try This at Home - Backyard Wrestling 2: There Goes The Neighborhood - Battlefield 3 - BioShock - Bioshock 2 - Bioshock Infinite - Brute Force - Bus Simulator 2012 - Condemned: Criminal Origins - Condemned 2: Bloodshot - Call of Duty 4: Modern Warfare - Call of Duty: Black Ops II - Call of Duty: Black Ops: Declassified - Call of Duty: WWII - Company of Heroes - Counter-Strike: Source - Counter Strike: GO - Crackdown - Crackdown 2 - Crash Nitro Kart - Darkwatch - Dark Messiah - Dark Souls - Darksiders: Wrath of War - Darksiders 2 - Day of Defeat: Source - Dead Rising' - Dead Space - Demon's Souls - Destroy All Humans! - Destroy All Humans! 2 - Destroy All Humans! Big Willy Unleashed - Deus Ex: Invisible War - Diablo III (En principio usó Havok, pero más tarde desde Blizzard confirmaron que Diablo III no usará Havok) - Disaster: Day of Crisis - Dragon Ball Xenoverse - El Padrino - Epic Mickey - Evil Dead: Regeneration - F.E.A.R. - F.E.A.R. 2: Project Origin - F.E.A.R. 3 - Grand Theft Auto: San Andreas - Grand Theft Auto V - Gangstars Vegas - Gangstar New Orleans - MadWorld - Fallout 3 - Fallout New Vegas - Freelancer - From Russia with Love - Full Spectrum Warrior - Guild Wars 2 - Half-Life: Source - Half-Life Deathmatch: Source - Half-Life 2 - Half Life 2 Deathmatch - Half-Life 2: Episode One - Half-Life 2: Episode Two - Halo: Combat Evolved Anniversary - Halo 2 - Halo 3 - Halo 3: ODST - Halo 4 - Halo Reach - Heavenly Sword - Heavy Rain - Just Cause (videojuego) - Just Cause 2 - Kingdoms of Amalur: Reckoning - L.A. Noire - LittleBigPlanet Karting - Lost Planet: Extreme Condition - Mafia III - Max Payne 2: The Fall of Max Payne - Medal of Honor: European Assault - Medal of Honor: Heroes - Medal of Honor: Heroes 2 - Medal of Honor: Pacific Assault - Medal of Honor: Vanguard - Medal of Honor: Warfighter | - Mercenaries: Playground of Destruction - Middle-earth Online - Modern Combat 4: Zero Hour - Modern Combat Versus Windows 10 - Mortal Kombat - Mortal Kombat: Shaolin Monks - Motorstorm - MotorStorm: Pacifict Rift - MotorStorm RC - Need for Speed: Undercover - Ni no Kuni: Wrath of the White Witch - Painkiller - Paladins - Pariah - Perfect Dark Zero - Portal - Portal 2 - Pro Evolution Soccer 2014 - Pro Evolution Soccer 2015 - Pro Evolution Soccer 2016 - Pro Evolution Soccer 2017 - Pitfall: The Lost Expedition - Psi-Ops: The Mindgate Conspiracy - Quake Champions - Red Faction 2 - Robotech: Invasion - Resident Evil 5 - Resident Evil: Operation Raccoon City - Resident Evil: The Darkside Chronicles - Resident Evil 6 - Saint Seiya: Sanctuary Battle - Saints Row - Saints Row 2 - Saints Row: The Third - Second Life - Seiken Densetsu 4 - Silent Hill: Homecoming - Sleeping Dogs - Sonic the Hedgehog (videojuego de 2006) - Sonic Unleashed - Sonic Generations - Sonic Lost World - Soulcalibur IV - Space Engineers - Spider-Man 2 - Spore - Starsky and Hutch - StarCraft II - Star Wars: The Force Unleashed - Star Wars: The Force Unleashed II - Super Smash Bros. Brawl - SWAT 4 - Syphon Filter: Dark Mirror - Syphon Filter: Logan's Shadow - Team Fortress 2 - The Abyss Story: Selenelion - The Elder Scrolls IV: Oblivion - The Elder Scrolls V: Skyrim - The Elder Scrolls Online - Tekken Tag Tournament 2 - Test Drive Unlimited - Test Drive Unlimited 2 - The Legend of Zelda: Breath of the Wild - The Legend of Zelda: Tears of the Kingdom - The Matrix: Path of Neo - The Last of Us - The Punisher - The Orange Box - Thief: Deadly Shadows - Top Spin 3 - Tom Clancy's Ghost Recon 2 - Tom Clancy's Ghost Recon Advanced Warfighter - Tom Clancy's Ghost Recon Advanced Warfighter 2 - Tom Clancy's Splinter Cell: Chaos Theory - Tom Clancy's Splinter Cell: Double Agent - Tom Clancy's Rainbow Six: Lockdown - Torque: Savage Roads - Tribes: Vengeance - Uru: Ages Beyond Myst - Uncharted: Drake's Fortune - Uncharted 2: Among Thieves - Uncharted 3: Drake's Deception - Uncharted 4: A Thief's End - WWE Crush Hour - Kenshi - Killzone Liberation - Fable II - Fable III - Far Cry 3 - Far Cry 4 - Killzone 2 - Killzone 3 - Until Dawn - WWE SmackDown vs. Raw 2010 - WWE SmackDown vs. Raw 2011 - WWE '12 - WWE '13 - WWE 2K17 - Wolfenstein - Vanquish |